# Рудник Оуако
Рудник Оуако — гірничодобувний майданчик у Меланезії на острові Нова Каледонія (заморське володіння Франції).
Розробку руди в районі Оуако почали більш як сотню років тому. В той час (як і наразі) провідним гравцем місцевого гірничодобувного сектору була Société le Nickel (SLN), яка могла віддавати розробку дрібних родовищ іншим компаніям, зокрема відомо, що щонайменше в 1906—1908 роках копальня Ouazanghou № 1 (що належить до сектору Оуако) була передана для експлуататації компанії Vieux (при цьому станом на 1908 рік Vieux також мала розташовану по сусідству копальню «Есперанс», проте у даному випадку діяла лише від свого імені).
Після Другої світової війни одним з провідних підприємців, що працювали в гірничій галузі Нової Каледонії, став Анрі Лафльор (Lafleur), який отримав великий гірничий відвод в Оуако. У 1955-му він передав розробку двох ділянок Жоржу Монтаньяту (Montagnat, до того так само за угодою з Лафльором здійснив невдалу спробу розробки хромітів у Белепі), проте цей контракт виявився нетривалим і вже у 1956-му права на експлуатацію Оуако перейшли до Едуара Пентекоста.
З плином часу сім'я Лафльор сама зайнялась повномасштабним видобутком у Оуако, яким опікувалась створена в 1969-му Société Minière du Sud Pacifique SA (SMSP). Руду відправляли як на єдиний новокаледонський металургійний завод в Доніамбо (належить згаданій вище SLN), так і на експорт.
У 1990-му 85 % акцій SMSP придбала у сім'ї Лафльор компанія Société financier et de développement de la Province Nord (SOFINOR), власниками якої виступили Північна провінція (87 %), провінція Острови Луайоте (5 %) та представники місцевих племен, що діяли через об'єднання «Sud minier», «Côte océanienne»" та «Grand Nord». З 2006-го рудник належить Nickel Mining Company (NMC) — спільному підприємству SMSP та південнокорейського металургійного гіганту Pohang Iron & Steel Corporation (POSCO), в якому сторони мають 51 % та 49 % участі. Іншим елементом угоди з POSCO стало створення компанії Société de Nickel de Nouvelle-Calédonie et Corée (SNNC), яка належить учасникам у тому ж співвідношенні та запустила в Південній Кореї феронікелевий завод у Кван'яні, що став великим споживачем нікелевого концентрату з новокаледонських копалень SMSP (окрім Оуако, їй також належать рудники Пінпін, Накеті та Куауа).
Рудничий центр SMSP в Оуако має два майданчики, розташовані на відстані декількох кілометрів один від одного — Ouazanghou (Ouazanghou-Gomen) та Таом (повномасштабна експлуатація стартувала в 1968 та 1969 роках відповідно). Головним з них є Ouazanghou, тоді як Таом у 2001—2004 роках навіть зупиняли через несприятливу ринкову ситуацію. Копальні використовують відкритий спосіб розробки, при цьому з урахуванням розташування у гірській місцевості вони не створюють заглиблених кар'єрів, а покривають своїми ярусами гірські схили.
Відносно масштабів розробки можливо вказати, що в 2012 та 2013 роках з Оуако вилучили 718 та 998 тисяч тонн сапролітової руди відповідно. У 2021 році видобуток рудника становив 1159 тисяч тонн.
Вивозять руду автотранспортом до берегового пункту відвантаження в Téoudié (за два десятки кілометрів від Ouazanghou та за три десятки кілометрів від Таом). Через відсутність повноцінної портової інфраструктури руда спершу передається на баржі, а потім перевантажується у морі на балкери. У Téoudié базуються 5 буксирів та 20 барж, частина з яких періодично відряджається для проведення завантажувальних операцій рудника Пінпін.